# Anselmo Quiroz
Anselmo Marcelino Quiroz y Nieto (* Arequipa, 1797 - † Batalla de Yungay, 20 de enero de 1839) fue un militar peruano que participó en la Guerra de independencia del Perú y la guerra contra el Ejército Unido Restaurador que buscaba disolver la Confederación Perú-Boliviana.

## Biografía

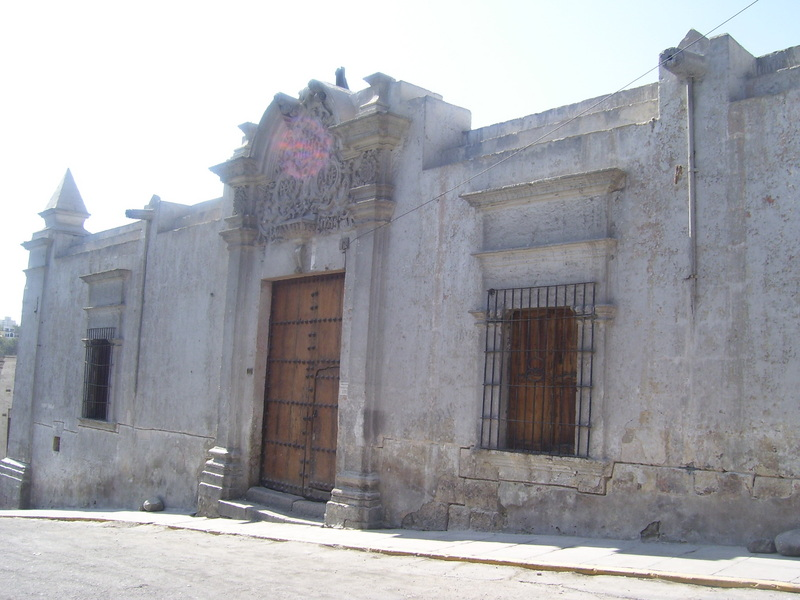
Casona colonial de la familia Quiroz en Arequipa, que fuera también Casa de la Moneda durante la república, actualmente propiedad del grupo hotelero Casa Andina.

Nació en la ciudad de Arequipa el 21 de abril de 1797 en el seno de una aristócrata familia de la ciudad, fueron sus padres el doctor arequipeño don Blas Quiroz y doña Antonia Luzgarda Nieto y Zapata, natural de Moquegua y de ilustre abolengo colonial, por lo que se encontraba emparentado con el Mariscal moqueguano Domingo Nieto quien más tarde llegaría a ser presidente del Perú.
Realizó sus estudios en el Seminario de San Jerónimo en su natal Arequipa, donde tuvo como profesor de Filosofía y Matemáticas al poeta y prócer Mariano Melgar, destacando particularmente en Filosofía, curso en el que obtuvo dos medallas de plata (máximo galardón entregado a los colegiales) en las materias de Lógica y Metafísica.
Atraído por la milicia se enlistó en el ejército realista el cual abandonaría luego para unirse a los patriotas en la lucha por la independencia del Perú. Participó en la Campaña de Intermedios así como en las de Junín y Ayacucho y el segundo sitio del Callao.
En 1833 fue elegido diputado por la Provincia de Condesuyos para la Convención Nacional que reunida en Lima eligió como presidente provisorio al general Luis José de Orbegoso. Con motivo del golpe de Estado del general Pedro Bermúdez volvió a Arequipa, ciudad que se había pronunciado en defensa del orden constitucional, para unirse al ejército del general Domingo Nieto tomando parte de los combates de Miraflores y Cangallo en 1834.
Fue nombrado por Orbegozo prefecto y comandante general de Arequipa en 1835, el 15 de junio de ese mismo año, como representante del presidente provisorio, firmó en La Paz el tratado por el cual este último autorizaba al presidente de Bolivia Andrés Santa Cruz el ingreso de su ejército a territorio peruano para ayudarle a sofocar la nueva rebelión del general Felipe Santiago Salaverry. 
Fue de los militares peruanos que apoyaron el proyecto unificador de Santa Cruz. Durante la campaña de Pacificación del Perú, que precedió a la creación de la Confederación Perú-Boliviana, comandó una división de 700 hombres a cuyo mando triunfo sobre las fuerzas restauradoras de Salaverry en el combate del Gramadal en 1836. Durante la llamada guerra contra la Confederación, desempeñó importantes comisiones como fue la representación de la Confederación Perú-Boliviana en la firma del tratado de Paucarpata en 1837, por el cual se establecía el retiro de las tropas chilenas y restauradoras peruanas del territorio del estado sudperuano.
Repudiado el tratado por el gobierno de Chile y reiniciadas las hostilidades concurrió a la batalla de Yungay, donde le fue conferido el mando del batallón Cazadores de Bolivia apostado en el cerro Pan de Azúcar tras una sangrienta y encarnizada lucha la posición fue tomada por las tropas del Ejército Unido Restaurador, pereciendo todos los defensores entre ellos el general Quiroz.
Su hermano Angel Fernando Quiroz y Nieto (1799-1862) fue un destacado poeta; de estrafalario comportamiento y vestido fue conocido entre los círculos literarios de Lima como "el Loco Quiroz"; otro de sus hermanos Francisco de Paula Quiroz y Nieto (1783-1819), fue un reconocido abogado, activo patriota y propagandista de la causa libertaria, en 1814 fue enviado preso a los castillos del Callao acusado de conspirar a favor de la rebelión de Pumacahua. Falleció en 1819, sus últimas palabras fueron: "yo soy el vivo ejemplo de caudillo israelita que murió antes de visitar la tierra prometida".